# أندريه ريد
أندريه ريد (بالإنجليزية: Andre Reed)‏ هو لاعب كرة قدم أمريكية أمريكي، ولد في 29 يناير 1964 في ألينتاون في الولايات المتحدة.

## وصلات خارجية
- أندريه ريد على موقع إي إس بي إن.كوم (أن.أف.أل)3
- أندريه ريد على موقع مرجع كرة القدم المحترفة.كوم (الإنجليزية)